# Eucalyptus acies
Eucalyptus acies (лат.) — кустарник, вид рода Эвкалипт (Eucalyptus) семейства Миртовые (Myrtaceae), эндемик небольшого района на юго-западе Западной Австралии. У кустарника гладкая кора, ланцетовидные листья, булавовидные цветочные бутоны с выступающими гребнями по бокам, кремово-белые цветки и плоды от полушаровидной до колоколообразной формы.

## Ботаническое описание

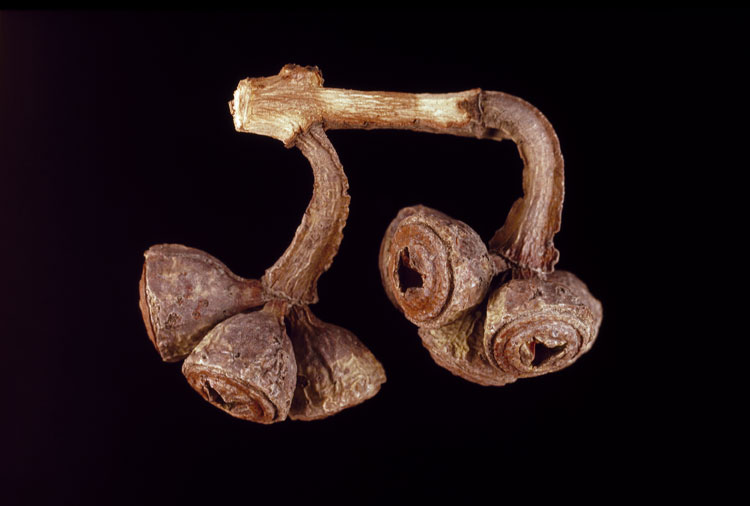
Плоды E. acies

Eucalyptus acies — кустарник с кроной неправильной формы высотой от 1,5 до 3 м с гладкой серой корой. У вида обычно несколько основных стеблей, а молодые ветви более или менее квадратные в поперечном сечении. Листья на молодых растениях расположены супротивными парами, эллиптические, 50-70 мм в длину и 30-50 мм в ширину, с более бледно-зелёной нижней поверхностью. Зрелые листья толстые и грубые, от 8 до 13 см в длину с ланцетной пластинкой. Будучи сначала сине-тускло-зелёными, листья с возрастом становятся глянцево-зелёными. Зрелые листья одинакового зелёного цвета с обеих сторон ланцетовидные 90-135 мм в длину и 20-35 мм в ширину на уплощённом черешке 20-30 мм длиной. Цветки расположены группами до семи в пазухах листьев на уплощённом цветоносе длиной 17-23 мм. Нераскрывшиеся бутоны имеют булавовидную форму 15-21 мм в длину и 7-11 мм в ширину, включая цветоножку. Чашечка цветка имеет выступающие гребни, её длина составляет 9-14 мм, что обычно намного длиннее гипантия. Тычинки кремово-белые. Цветёт с сентября по ноябрь, плоды от полушаровидной до колоколообразной формы 10-15 мм в длину и 12-16 мм в ширину.

## Таксономия
Вид Eucalyptus acies был впервые официально описан в 1972 году Иэном Брукером, который опубликовал описание в журнале Nuytsia из образцов, собранных им на холме, известном как Уолбернап в национальном парке Фицджералд-Ривер. Видовой эпитет — от латинского слова, означающего «остриё или лезвие оружия», относящееся к угловатым ветвям этого вида.

## Распространение и местообитание

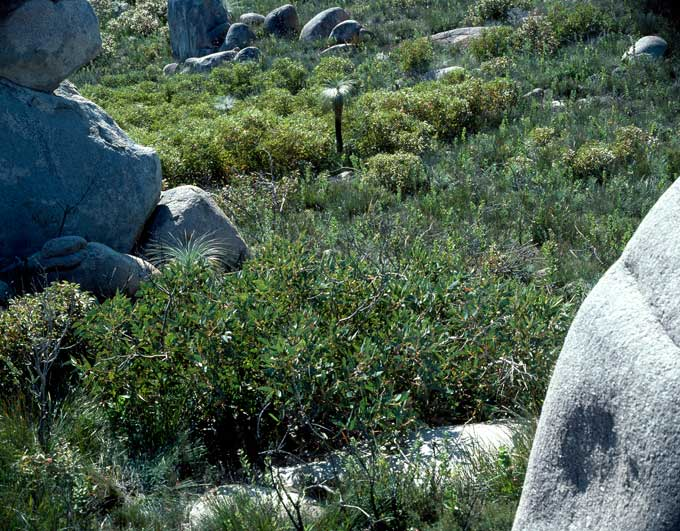
Заросли E. acies на горе Менипикс

E. acies — эндемик Западной Австралии. Растёт в низких кустарниках и эвкалиптовых зарослях на кварцитовых холмах и гранитных валунах в прибрежных районах между заливом Бремер и Хоуптауном.

## Охранный статус
Вид E. acies классифицируется Департаментом парков и дикой природы Западной Австралии как «не находящийся под угрозой». Международный союз охраны природы классифицирует природоохранный статус вида как «вызывающий наименьшие опасения».